# وست ونکوور
وِست ونکوور یا ونکوور غربی (به انگلیسی: West Vancouver) یک منطقه شهری در ونکوور بزرگ واقع در استان بریتیش کلمبیا در کشور کانادا است. وست ونکوور در شمال غرب ونکوور بزرگ در ساحل انگلیش بی قرار دارد. طبق آمار سرشماری سال ۲۰۰۱ جمعیت وست ونکوور ۴۱٬۴۲۱ نفر بوده‌است و زبان مادری ۳۴۰۰ نفر معادل ۳/۴٪ از اهالی این شهر (۸/۱٪ از کسانی که به زبان‌های غیررسمی تکلم می‌کنند) فارسی است.
از نظر هزینه مسکن، این شهر گران‌ترین منطقه در ونکوور بزرگ به‌شمار می‌آید.
تعدادی از رشته‌های اسکی آزاد و اسنوبردینگ المپیک زمستانی ۲۰۱۰ در پارک استانی سایپرس در شمال این شهر برگزار شد.
وست ونکوور به عنوان پایتخت فرهنگی کانادا در سال ۲۰۰۶ نامگذاری شد.

## املاک بریتانیا
املاک بریتانیا یکی از مناطق مسکونی در وست ونکوور است. منطقه ۴۰۰۰ هکتاری توسط شهرداری وست ونکوور به شرکت بریتانیایی املاک اقیانوس آرام در سال ۱۹۳۱ فروخته شد، که تا به امروز به توسعه زمین ادامه می‌دهد.
این توسعه با شروع تبدیل آهسته وست ونکوور از یک منطقه ساحلی به سبک استراحتگاه و تنها با دسترسی به کشتی، به یک جامعه حومه‌ای سرسبز با جاده‌ها، پارک‌ها و مراکز خرید گسترش پیدا کرده‌است.
این محله به‌خاطر سیاست‌های سختگیرانه سفیدپوستی معروف بود. عناوین دارایی شامل میثاق‌هایی مانند ممنوعیت فروش به «هر شخص یا افراد با نژاد آفریقایی یا آسیایی یا آفریقایی‌تبار یا آسیایی‌تبار» یهودیان نیز همچنین مستثنی شده بودند. این ممنوعیت تا سال ۱۹۵۵ برقرار بود.
در سال ۱۹۷۸، بخش ۲۲۲ به قانون مالکیت زمین بریتیش کلمبیا معرفی شد که هر عهد و پیمانی که بر اساس جنسیت، نژاد، ملیت، اصل و نسب یا محل مبدأ تبعیض قائل می‌شود، را باطل می‌سازد. با این وجود هنوز قراردادهای ملکی ای باقی مانده‌اند که زبان نژادپرستانه را حفظ کرده‌اند، علی‌رغم اینکه قابل اجرا نیستند.
در دوران مدرن، جمعیت ساکن به دلیل ارزش دارایی و سایر عوامل جذب سرمایه‌گذاران آسیایی و بین‌المللی متنوع شده‌است. در نهایت، اولین کنیسه در غرب ونکوور در مقابل ورودی املاک بریتانیا ساخته شد. گفته می‌شود که ساکنان به همان اندازه که انگلیسی صحبت می‌کنند به زبان فارسی یا چینی ماندارین صحبت می‌کنند.